# مارلون ریتر
مارلون ریتر (انگلیسی: Marlon Ritter؛ زادهٔ ۱۵ اکتبر ۱۹۹۴) بازیکن فوتبال اهل آلمان است.
از باشگاه‌هایی که در آن بازی کرده‌است می‌توان به باشگاه فوتبال بروسیا مونشن‌گلادباخ اشاره کرد.